# Masdevallia agaster
Masdevallia agaster är en orkidéart som beskrevs av Carlyle August Luer. Masdevallia agaster ingår i släktet Masdevallia och familjen orkidéer. Inga underarter finns listade i Catalogue of Life.